# Никейская митрополия
Никейская митрополия (греч. Μητρόπολις Νικαίας) — православная епархия Константинопольской православной церкви с центром в городе Никея в Турции.

## История
В 325 году в Никее проходили заседания Первого Вселенского собора, а в 787 году — Седьмого Вселенского собора.
Никейская митрополия оставалась значительным центром Константинопольского патриархата до завоевания его турками-османами в 1331 году, после чего христианское население в епархии стало быстро уменьшалься из-за бегства греческого населения и исламизации остальных. В результате епархиальный центр был перенесён в Киос. Митрополия оставалась действующей до Малоазийской катастрофы и последовавшего за ней насильственного обмена населением между Грецией и Турцией в начале 1920-х. После этого кафедра фактически прекратила своё существование и перешла в разряд титулярных.

## Митрополиты
- Феогний[порт.] (325—355) арианин
- Христ (325—329)
- Евгений (355—370) арианин
- Ипатий I (370—380) арианин
- Дорофей (381)
- Анастасий I (451), титулярный митрополит
- Пётр I (458—459)
- Анастасий II (518—536)
- Стефан (553)
- Феофил (к. VI — н. VII в.)
- Константин I (VII в.)
- Фотий (680—681)
- Георгий I (691)
- Анастасий III (к. VII — н. VII в.)
- Ипатий II (787)
- Ингер (к. VIII — н. IX в.)
- Пётр II (812—827)
- Феофан I Начертанный (843—845)
- Игнатий Диакон (845—847)
- Никифор (847—858)
- Иоанн I (858—867)
- Никифор (867—877), второй раз
- Амфилохий (877—878)
- Григорий I Асвеста[англ.] (878—880)
- Феодор I (н. X в.)
- Александр (925—935)
- Игнатий (935—945)
- Даниил I (сер. X в.)
- Феодор II (956)
- Косма (н. XI в.)
- Константин II (1027)
- Никита (н. XII в.)
- Евстратий (1092—1117)
- Лев (1144—1155)
- Георгий II (1166—1173)
- Николай (1177)
- Герасим I (XIII в.)
- Феофан II (1261—1283)
- Арсений I (1301—1313)
- Петр III (1315—1318)
- Каллистрат (1327)
- Манассий (1355—1362)
- Феофан III (1366—1380)
- Алексий (1380—1393)
- Георгий III (1393—1403)
- Виссарион (Бессарион) (1437—1439)
- Неофит (1439—1450)
- Ставракий (1450)
- Афанасий (1528)
- Кирилл (1572—1579)
- Парфений (1606—1621)
- Порфирий I (1624—1640)
- Порфирий II (1640—1651)
- Григорий II (1653—1655)
- Нафанаил (1657)
- Филофей (1662)
- Григорий III (1667)
- Дамаскин (1667—1671)
- Мефодий (1672)
- Софроний I (1687)
- Никодим (1691—1700)
- Геннадий Леросец[греч.] (1712 — 25 февраля 1714)
- Герасим II (1717—1728)
- Каллиник I (1728—1748)
- Иеремия (1763—1766)
- Арсений II (1766—1780)
- Анфим (1780—1783)
- Гавриил (1783—1792)
- Каллиник II (сентября 1792 — 17 июня 1801)
- Даниил II (июнь 1801—1809)
- Иоаникий (март 1811 — июнь 1817)
- Макарий (июнь 1817 — апреля 1821)
- Иерофей Фессалиец (апреля 1821 — 29 октября 1825)
- Иосиф II (октябрь 1825—1859)
- Иоанникий (Константинидис) (1859 — 12 мая 1878)
- Софроний II (Христидис) (12 мая 1878 — 14 ноября 1880)
- Иероним (Горгиас) (11 января 1890 — 13 мая 1897)
- Софроний II (Христидис) (29 мая 1897 — 22 мая 1902), второй раз
- Иероним (Горгиас) (22 мая 1902 — 30 марта 1910), второй раз
- Василий (Георгиадис) (13 мая 1910 — 13 июля 1925)
- Вениамин (Кириаку) (21 июля 1925 — 21 октября 1933)

Титулярные старцы-митрополиты
- Иоанн II (Ринне) (30 сентября 2001 — 1 июля 2010)
- Константин III (Харисиадис) (29 августа 2011 — 8 апреля 2021)